# Plymouth DeLuxe
Plymouth Deluxe – samochód osobowy produkowany pod amerykańską marką Plymouth w latach 1933–1942 i 1946–1950.

## Galeria

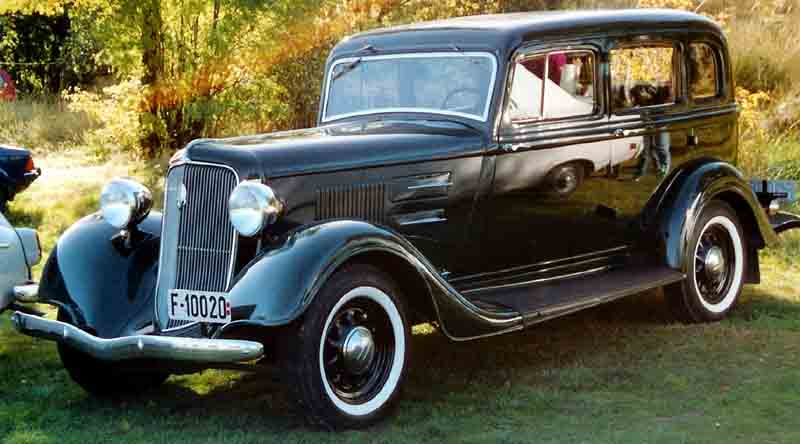
Plymouth Deluxe II
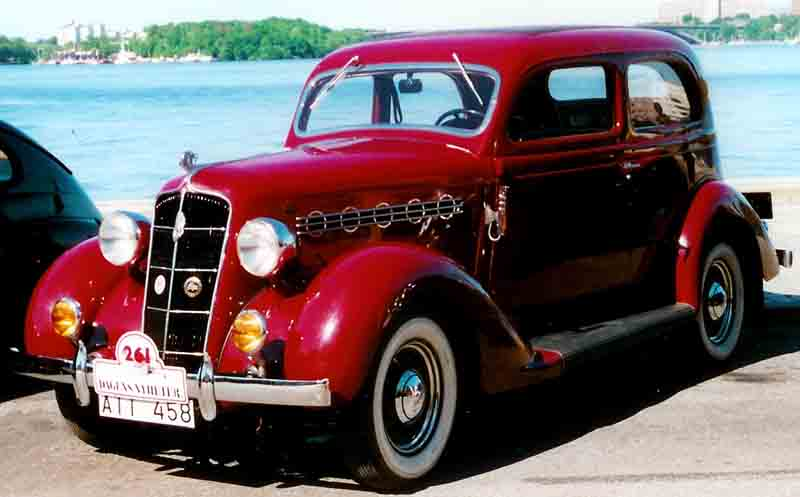
Plymouth Deluxe III
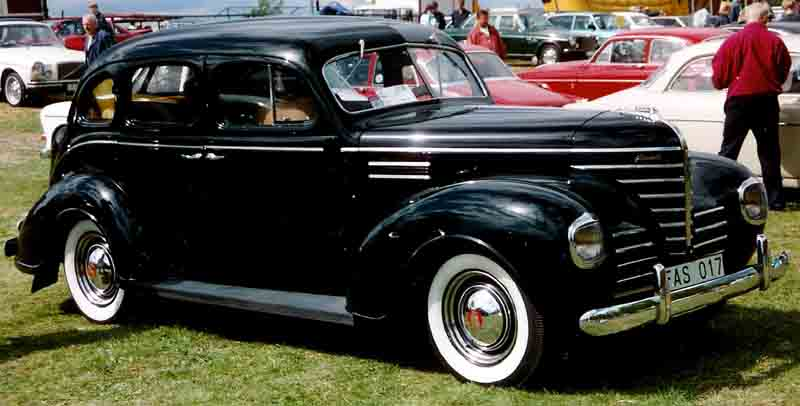
Plymouth Deluxe IV
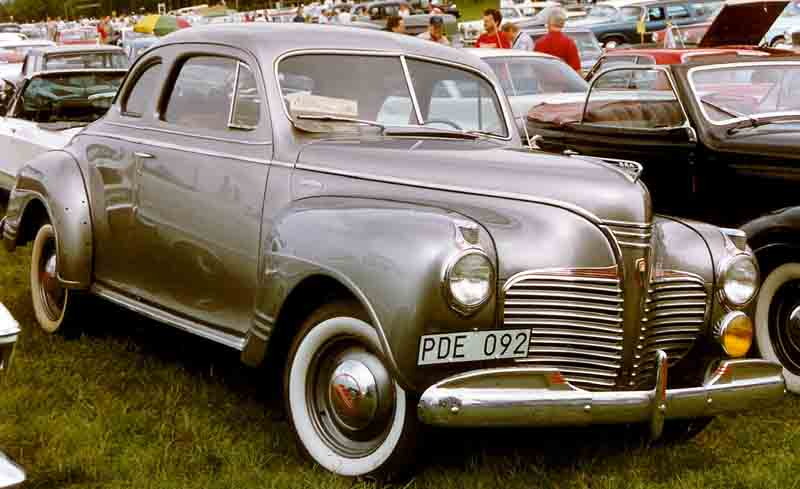
Plymouth Deluxe V
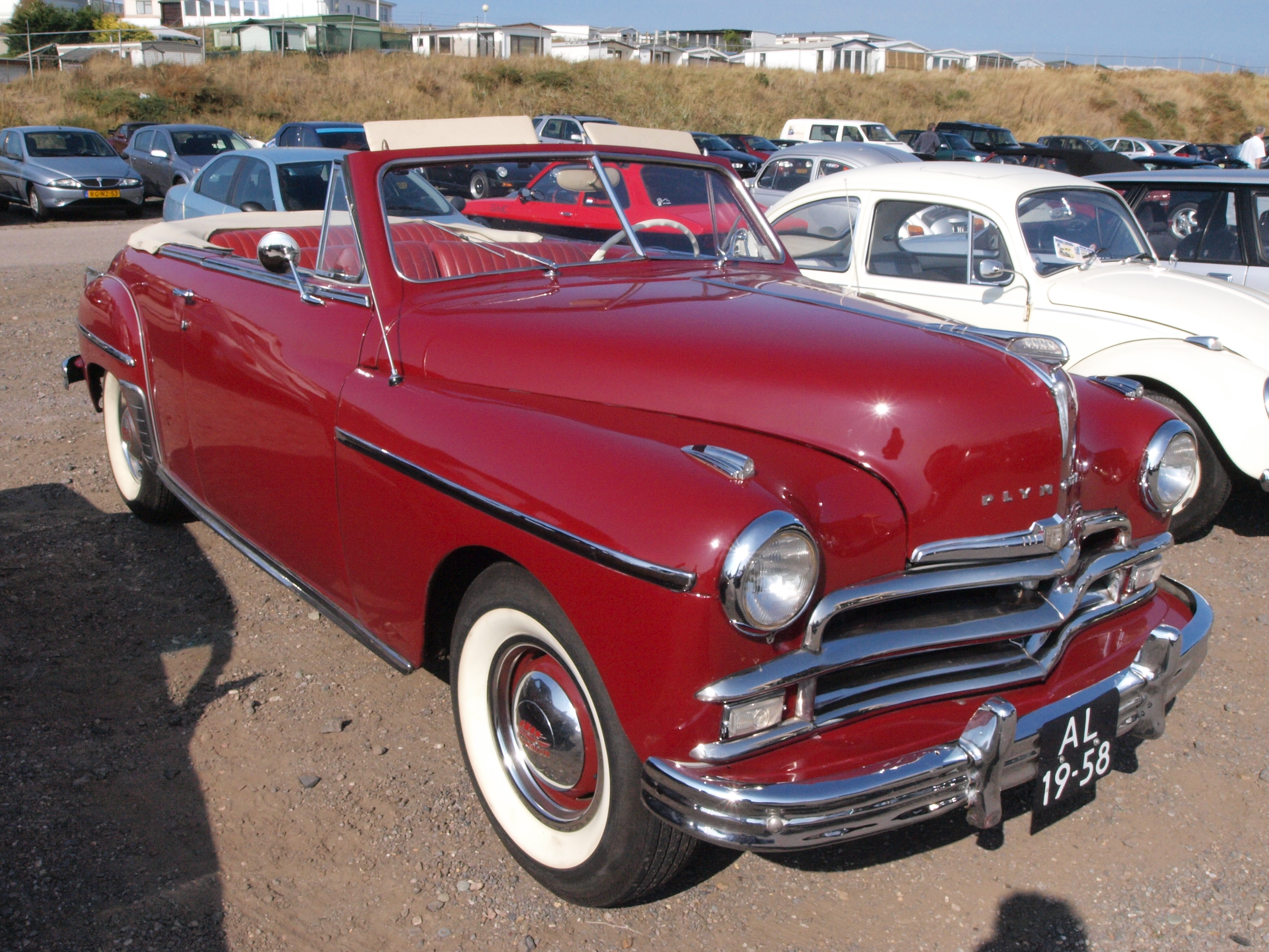
Plymouth Deluxe VI
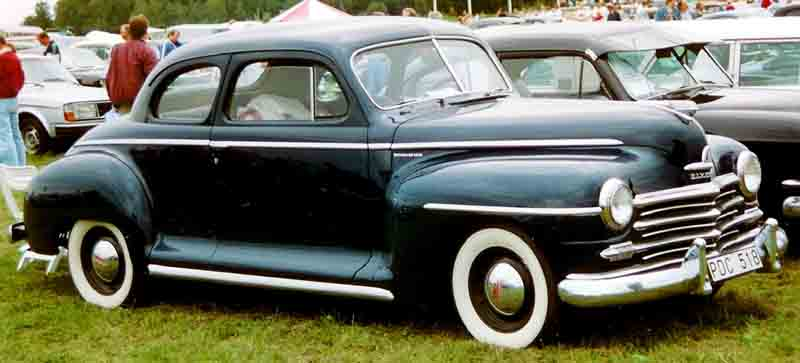
Plymouth Special Deluxe